# Cultura de Síria

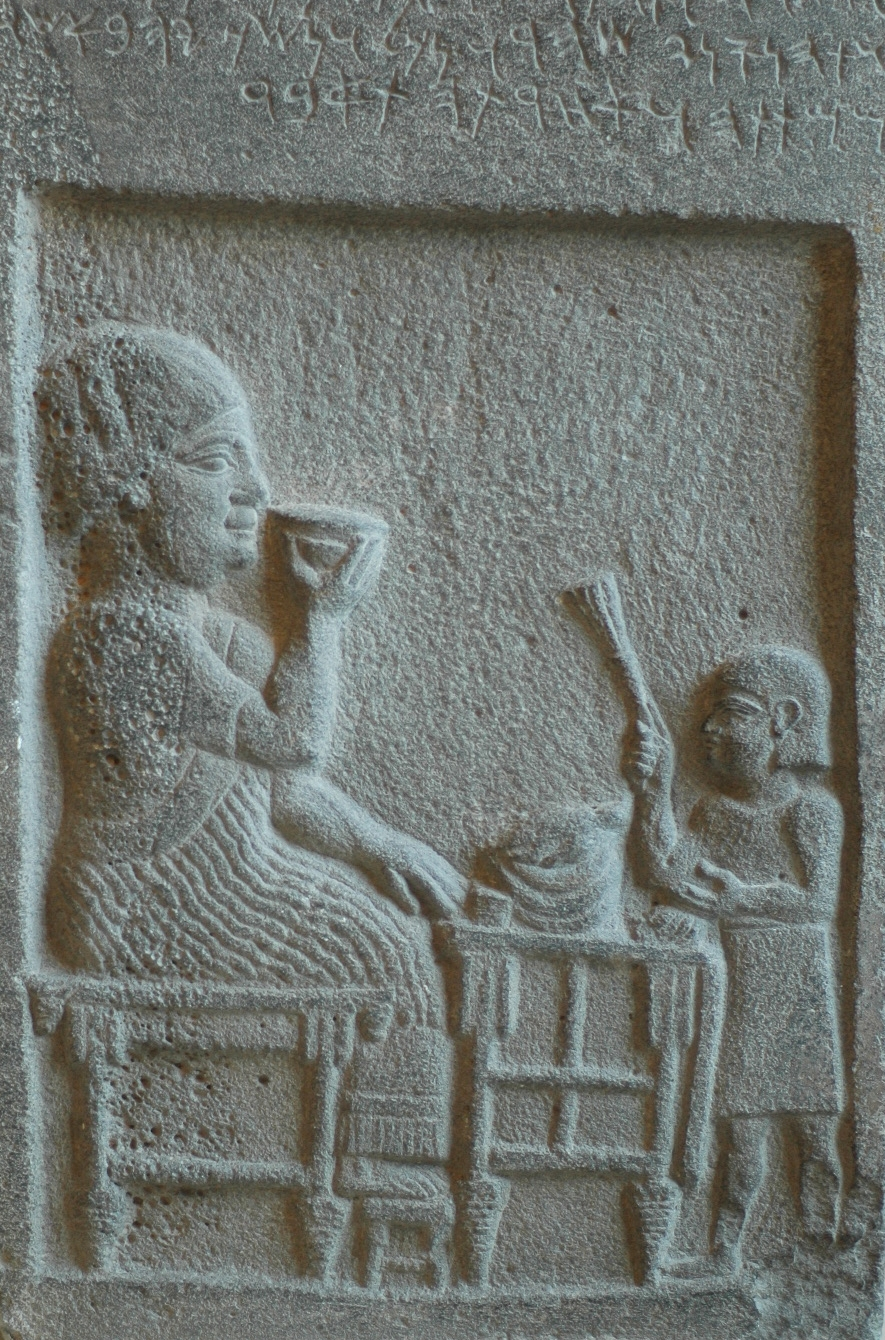
Estela funerària del s. VII ae

La cultura de Síria és producte d'una barreja de diferents cultures. Els arqueòlegs han descobert escriptures i evidències d'una cultura que rivalitzava amb la de Mesopotàmia i d'Egipte a l'antiga ciutat d'Ebla. Després, erudits i artistes sirians contribuirien al pensament i a les cultures grega i romana: Ciceró era pupil d'Antíoc d'Ascaló a Atenes, i els escrits de Posidoni d'Apamea influenciaren Titus Livi i Plutarc.

Philip Hitti va escriure: 
| « | Els erudits consideren Síria com la mestra de les característiques humanes. | » |

 I també Andrea Parrout: 
| « | Cada persona civilitzada ha d'admetre que té dos països d'origen: aquell on nasqué, i Síria. | » |

## Síria antiga

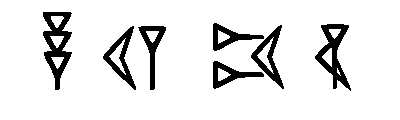
Lletres ugarítiques

Ja des del Paleolític hi ha presència humana al territori que després es dirà Síria. Un dels jaciments més interessants és la cova de Yabrud o d'Iskafta, al districte de Nabek (a 75 km al nord de Damasc). Aquest lloc dona nom a una cultura, coneguda com la yabrudenca, que suposa la transició del Paleolític inferior al mitjà.
D'aleshores ençà, totes les etapes històriques hi estan representades, com queda testificat als Museus de Damasc i Alep.
Síria va oferir al món l'escriptura cuneïforme ugarítica, l'arrel de l'alfabet fenici, que data del segle XIV ae.

## Síria moderna
Síria és una societat tradicional amb una història cultural llarga, on es dona molta importància a la família, la religió, i l'educació.

### Habitatge

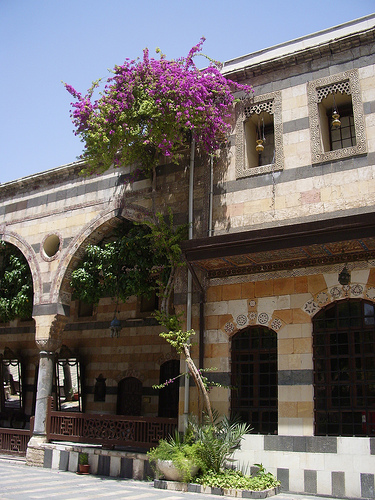
Habitatge antic a Damasc

Les cases tradicionals de les velles ciutats de Damasc, Alep i d'altres ciutats sirianes es preserven. Tradicionalment, els habitatges s'organitzen al voltant d'un o més patis amb una font al centre i adornats amb arbres fruiters (cítrics en la seua majoria), parres de vinyes i flors.
Fora de les grans ciutats, com Damasc, Alep o Homs, les àrees residencials s'arraïmen sovint en llogarets petits. Molts edificis són molt antics (potser d'alguns centenars anys), habitats per membres de la mateixa família durant diverses generacions. La construcció sol ser de ciment sense pintar, i la gamma de colors d'un llogaret sirià és, per tant, de tons grisos i marrons.

### Arts
Els sirians han contribuït a la literatura i a la música àrab, i tenen una gran tradició en poesia oral i escrita. Escriptors sirians, molts dels quals emigraren a Egipte, han tingut un paper crucial en l'Al-Nahda o el renaixement literari i cultural àrab del segle XIX. Els escriptors sirians contemporanis prominents inclouen, entre d'altres, Adonis, Muhammad Maghout, Haidar Haidar, Ghada al-Samman, Nizar Qabbani i Zakaria Tamer.

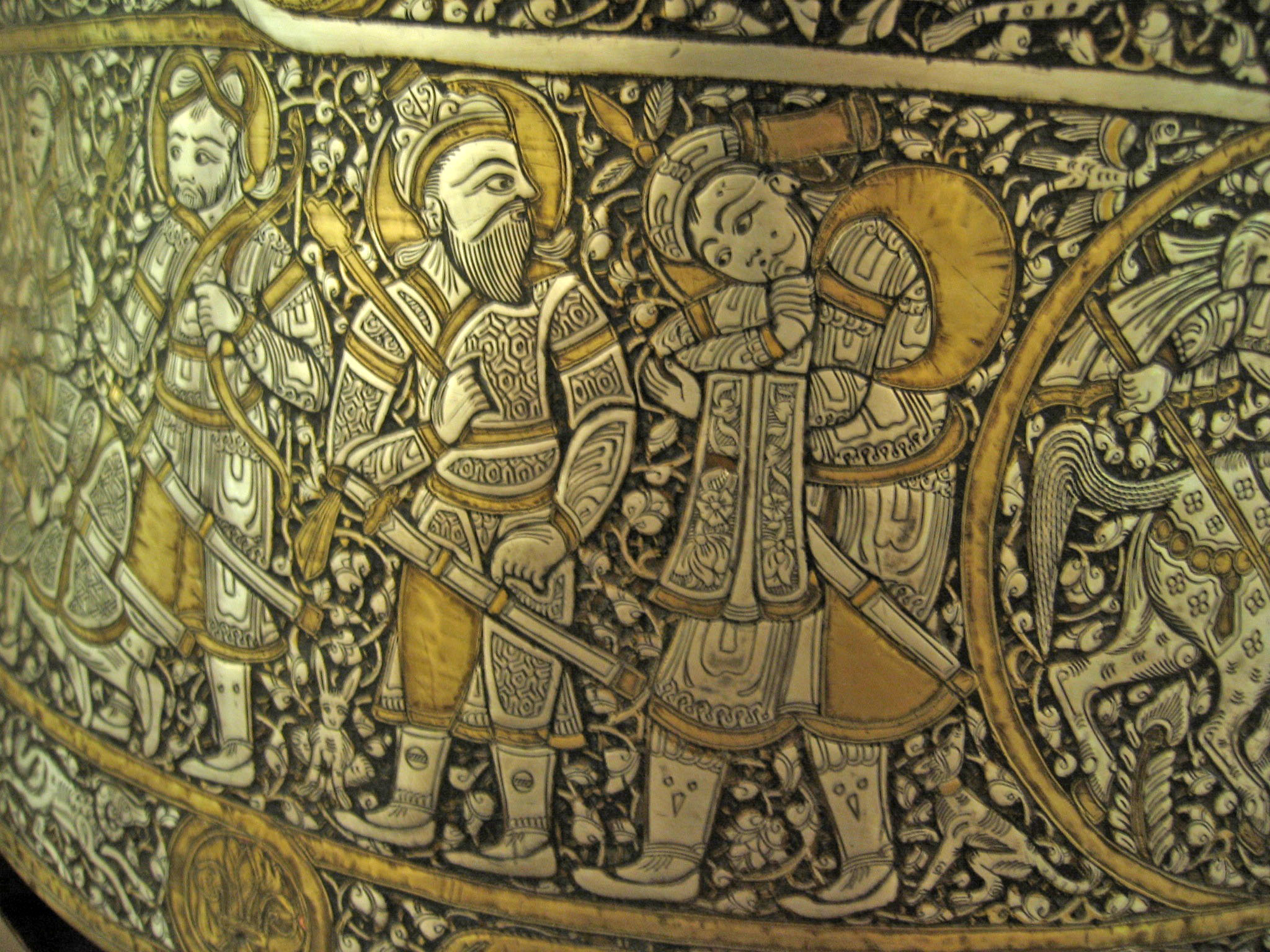
Baptisteri de llautó amb incrustacions de plata, segle XIII

### Artesania
Encara que en declivi per la competència comercial d'altres països, la mundialment famosa indústria d'artesania siriana encara empra milers de persones en el brodat de sedes, teixit de catifes, talla de fusta i el repujat de metalls preciosos, or, plata i coure.

#### Danses
El gust sirià per les arts tradicionals s'expressa en danses tals com l'al-Samah, el Dabkes en totes les seues variacions i la dansa de l'espasa. Les cerimònies per celebrar matrimonis o naixements són ocasions per a una animada demostració de costums populars.

### Cinema
Hi havia una presència del sector privat en la indústria siriana del cinema fins al final de la dècada de 1970, però la inversió privada va preferir el més lucratiu negoci de les sèries per lliuraments per a televisió. Les telenovel·les sirianes, d'una àmplia varietat d'estils (tots melodramàtics, però), tenen una gran penetració de mercat al món àrab oriental.

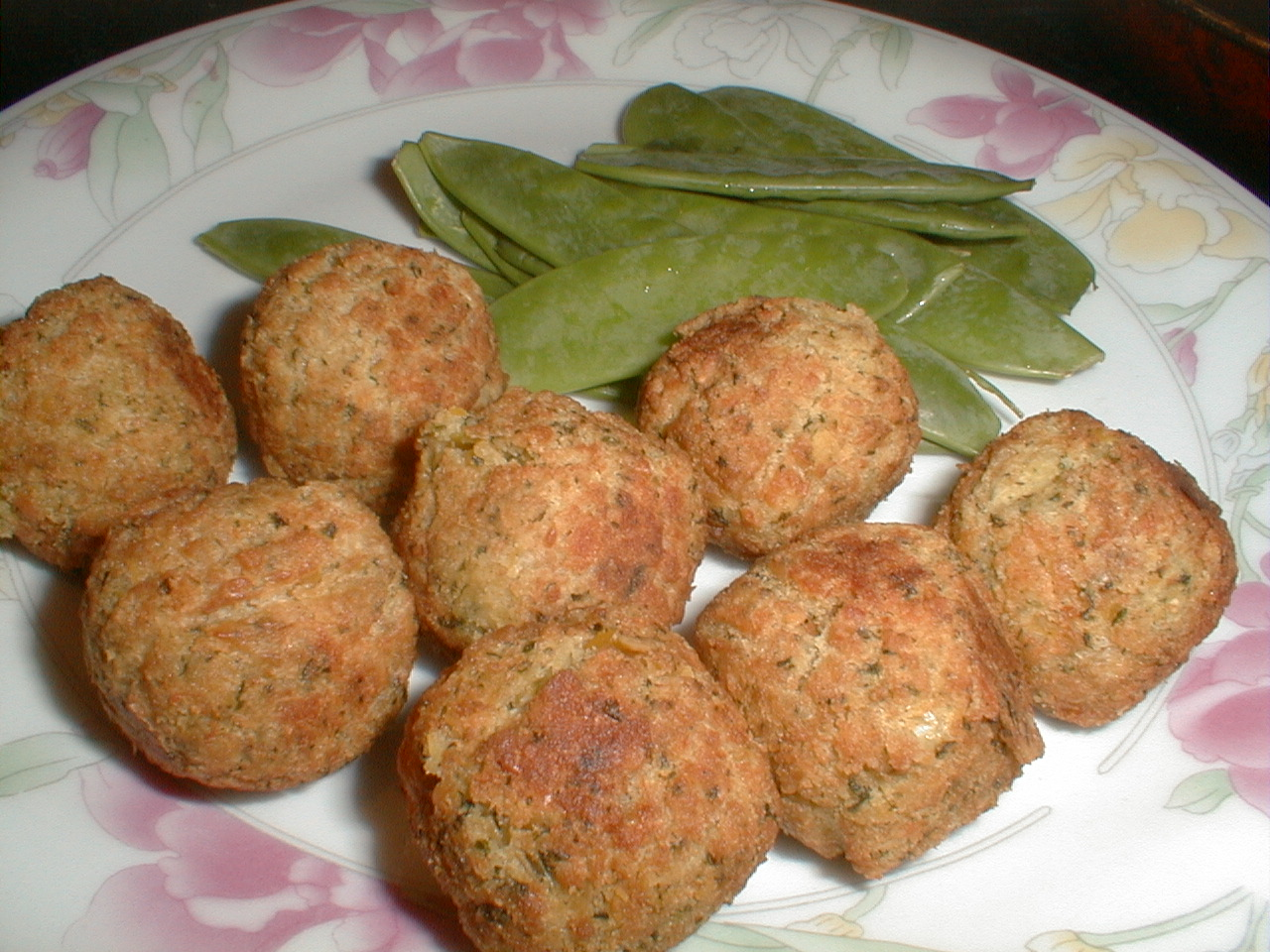
Falàfel

### Gastronomia
El menjar sirià consisteix sobretot en plats del Mediterrani oriental, grecs, i de l'Orient Mitjà. Alguns plats sirians també es van desenvolupar a partir de la cuina turca. Plats com el Shish kebab, el dolma, shawarma, falàfel o carabassó farcit, són molt populars a Síria, i l'aliment és divers en gust i tipus. Els restaurants estan generalment oberts i se serveix a l'aire lliure.